# Ailladie
Ailladie är en udde med klippor i republiken Irland. Den ligger i grevskapet An Clár och provinsen Munster, i den västra delen av landet.
Terrängen inåt land är kuperad åt nordost, men söderut är den platt. Klipporna är 8 till 32 meter höga.